# Pietro Fortunato Calvi
Pour les articles homonymes, voir Calvi (homonymie).
Pietro Fortunato Calvi connu comme Pier Fortunato C. (né à Briana, une frazione de la commune de Noale, le 15 février 1817 et mort à Mantoue, le 4 juillet 1855) est un patriote italien, martyr de Belfiore.

## Biographie

### Enfance et jeunesse
Pietro Fortunati Calvi nait dans le royaume lombard-vénitien, à Briana de Noale, alors dans la province de Padoue (aujourd'hui dans celle de Venise), de Federico Pietro et de Angela Meneghetti. Son père est commissaire de police et un loyal sujet de l'Autriche et quand il est transféré à Padoue, il part avec sa famille. Pietro, qui a déjà commencé ses études auprès du curé de Briana, poursuit ses études à l'école secondaire Santo Stefano (aujourd'hui Tito Livio).
Peu de temps après, son père lui obtient une place gratuite dans le collège militaire du génie de Vienne (Neustadt), il en sort à dix-neuf ans comme enseigne. Affecté à un régiment d'infanterie, il entreprend une brillante carrière : après onze ans et alors qu'il est stationné à Bad Wimpfen, il est nommé capitaine.
Il entre en contact avec les courants patriotiques alors qu'il est en poste à Venise. Il fréquente secrètement divers cercles, comme celui de Demetrio Mircovich, mais le commandement austro-hongrois, soupçonnant que Calvi soit lié à la franc-maçonnerie, le transfère à Graz en 1846.

### Les évènements de Cadore de 1848

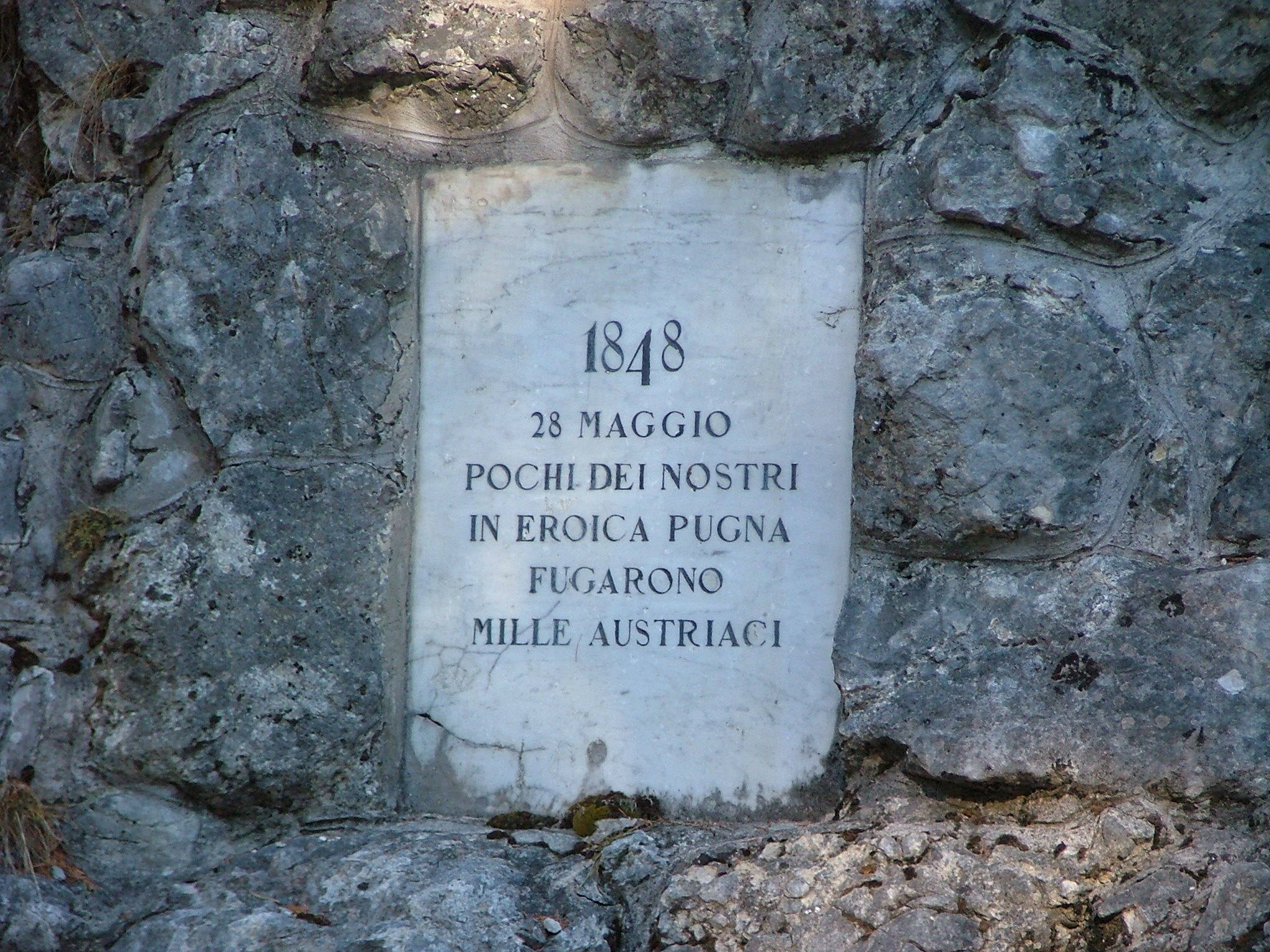
Plaque commémorative de la bataille de Rindemera, Laggio di Cadore.

En avril 1848, il adhère totalement aux idées du risorgimento et  il démissionne de l'armée. Il rejoint Venise, où le 23 mars, la République de Saint-Marc a été instituée et il entre dans l'armée révolutionnaire avec le grade de capitaine.
Envoyé de Daniele Manin, Calvi se rend à Cadore pour organiser la résistance armée. Il s'agit d'une zone sensible à la frontière avec l'Autriche qui permet l'accès à la Vénétie. Le 14 avril 1848, Calvi prend officiellement son commandement et le 20 avril, il arrive à Pieve di Cadore. Il réussit à mettre en place une petite armée de quelque 4 600 hommes, principalement constituée de volontaires inexpérimentés mais courageux qui sont souvent armés de faux, de fourches et de pierres. Ils réussissent à contenir les Autrichiens en utilisant des techniques de guérilla. Le petit contingent repousse une colonne provenant de la vallée du Boite (2 mai), puis bat à Rivalgo les troupes du général Karl von Culoz. Il s'ensuit d'autres victoires à Rindemera, à Venas di Cadore et de nouveau à Rivalgo.
Le succès est toutefois de courte durée, le 15 juin, avec l'intensification des attaques autrichiennes, Calvi congédie la milice et retourne à Venise.

### L'exil à Turin
Après la chute de Venise et le rétablissement du gouvernement autrichien sur la Lombardie-Vénétie, Calvi, comme beaucoup d'autres révolutionnaires, part en exil, d'abord en Grèce à Patras, puis à Turin. Il entre en contact avec Talamini Minotto et vit trois ans misérablement malgré l'aide que le gouvernement local apporte aux exilés, son travail occasionnel de traducteur en allemand et l'aide de son frère Luigi. Aux difficultés économiques s'ajoute l'interruption de toute relation avec son père qui le considère comme un traître. À Turin, il rencontre d'autres exilés et entre en contact avec deux des plus grands révolutionnaires de l'époque, Giuseppe Mazzini et le hongrois Lajos Kossuth. Grâce à leur coopération, Calvi organise son retour à Cadore à la fin de l'été 1853 pour s'assurer de la possibilité de relancer des actions révolutionnaires.
À cette fin, fin août 1853, il choisit quatre compagnons dont Roberto Marin et des Suisses, pays où il avait été contraint de se réfugier en raison de son implication dans les émeutes de Milan du 6 février. Il commence le voyage en Vénétie ne sachant pas que la police autrichienne connait, par un espion, son plan et ses déplacements.

### L'arrestation et le procès
Après avoir traversé la frontière autrichienne à proximité de la Valtellina, la police autrichienne perd involontairement la trace du groupe. Rejoint à Cogolo en Val di Sole dans la province de Trente le 17 septembre 1853, les cinq hommes  sont arrêtés dans une auberge par la police qui a appris que des étrangers se trouvaient dans le village. Elle saisit de faux passeports et une quantité d'armes suffisante pour justifier l'arrestation immédiate.
Les captifs sont transférés à Cles, Trente, Innsbruck, et enfin Vérone avant d'être conduits dans le château de San Giorgio à Mantoue où ils sont jugés par deux tribunaux : le premier militaire (cour martiale), extrêmement dur puisqu'ils sont torturés, le second conduit par l'autorité civile (Cour spéciale de justice).
Au cours de ces deux procès, Pietro Calvi montre une extraordinaire force de caractère, en essayant d'assumer toutes les responsabilités du plan révolutionnaire pour éviter aux quatre compagnons la peine de mort avec l'accusation de haute trahison.
Cette attitude permet de sauver Morati, Chinelli, Fontana, Marin et Barozzi qui sont condamnés à quelques années de prison alors que pour Calvi, ayant avoué, la grâce souveraine lui est refusée et il est condamné à mort par pendaison. L'exécution a lieu le 4 juillet 1855.
Il écrit à son père deux jours avant sa mort lui disant que « si tous les hommes étaient mus par une seule opinion, notre séjour ici bas serait comparativement un paradis ».

## Hommages

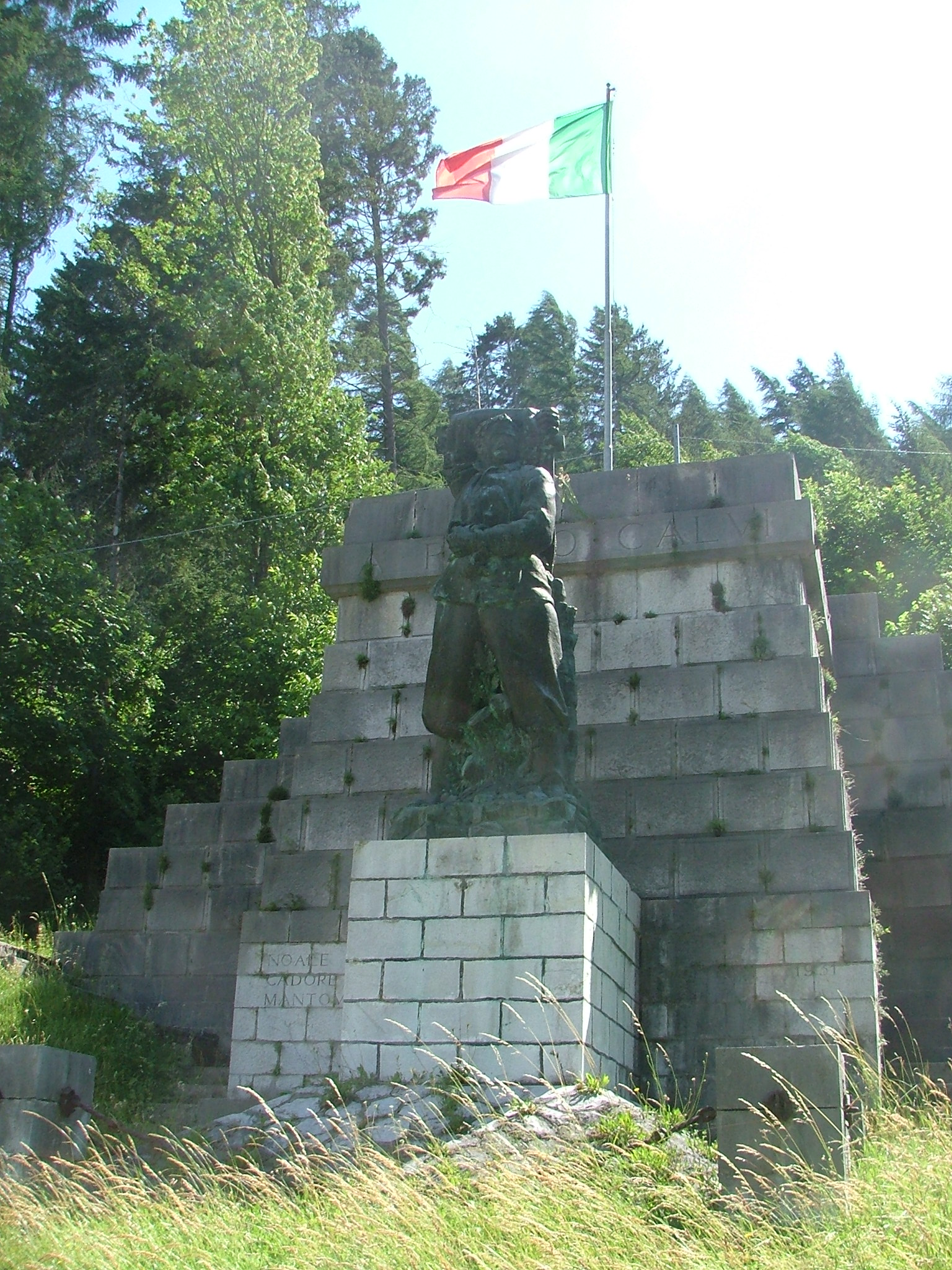
Monument aux patriotes à Pieve di Cadore.

Très apprécié par ses hommes, plusieurs monuments lui ont été dédiés : deux à Noale, sur la Piazza Castello et sous les arcades du Palazzo della Loggia  où ses cendres se trouvent. Pieve di Cadore, petite ville, reçoit la médaille d'or  pour les événements de 1848 et qui, en 1875, elle lui rend hommage avec un buste placé sur la route menant aux fortifications de Monte Ricco, œuvre exécutée par le sculpteur Valentino Besarel.
Pietro Calvi est le nom de deux submersibles dont le premier a servi dans la Regia Marina: le Pietro Calvi (CV) et le second dans la Marina Militare: le Pietro Calvi (S 503).
Des vers de l'ode Cadore écrits par Giosuè Carducci en 1892 sont dédiés au patriote vénitien.

## Sources
- (it) Cet article est partiellement ou en totalité issu de l’article de Wikipédia en italien intitulé « Pietro Fortunato Calvi » (voir la liste des auteurs).